# Citadelle verte de Magdebourg
La Citadelle Verte est un bâtiment élaboré à Magdebourg (Allemagne, Saxe-Anhalt) par l’architecte autrichien Friedensreich Hundertwasser (1928-2000) est inauguré en octobre 2005. Il s’agit du dernier projet sur lequel Hundertwasser a travaillé avant sa mort.
De son vivant, Hundertwasser avait promis que Magdebourg, vieille de 1 200 ans, serait « fière » de cet ensemble qu'il décrivait comme « oasis pour l'humanité et pour la nature dans une mer d'immeubles rationnels. »

« Ce sera ma plus belle construction et la plus réussie », avait prédit l'adversaire de la ligne droite, décédé en 2000 à 71 ans à bord du paquebot Queen Elizabeth 2. 

## L’emplacement
Le bâtiment se trouve en plein centre ville, le long du Breiter Weg, tout près de la place de la cathédrale, de style gothique, et du parlement de la région (Landtag). C’est pour cette raison que ce projet architectural a été quelque peu contesté à son annonce, non pas à cause du style Hundertwasser mais de l’endroit choisi. Le contraste est d'autant plus flagrant que dans un rayon de 200 mètres, ce style tranche avec l'architecture romane du cloître, le gothique de la cathédrale voisine, le classicisme de la poste, les immeubles staliniens et le bleu du siège de la Nord/LB. Hunderwasser a d'ailleurs modifié la couleur de son projet quand il a appris que le bâtiment de la banque (terminé en 2002) serait revêtu d'Azul Do Macaubas.

## L’histoire
Au temps de la République démocratique allemande on trouvait sur cet emplacement même de la citadelle des "Plattenbau" (ce sont des préfabriqués en béton armé). 
Rolf  Opitz, le président de l’époque de la coopérative de construction immobilière "la ville de Magdebourg de 1954" eut l’idée de faire appel à Hundertwasser. Il devait complètement transformer le bâtiment actuel en une œuvre architecturale "Hundertwasser" digne de ce nom, tout comme il l’avait déjà fait précédemment avec ses autres travaux. L’idée plut à l’architecte. Mais plus tard,  ils décidèrent de raser entièrement les "Plattenbau" et d’y construire plutôt un nouveau bâtiment.  Cela offrait en effet une plus grande liberté dans la conception et l’aménagement.

## Le complexe
Ce complexe architectural de 11 000 mètres carrés est doté de 55 appartements, de bureaux, d'un hôtel, d'un jardin d'enfants, de boutiques et d'un café viennois. On trouve aussi un magasin Hundertwasser qui informe les visiteurs sur l’artiste lui-même et son œuvre. Mais la majeure partie du complexe est destinée aux habitations. 
Il comporte aussi une toiture de 4 000 mètres carrés ornée de végétation luxuriante où la nature reprend ses droits : un style en harmonie avec la nature recherché par Hundertwasser, fervent écologiste.
Tout ce complexe n’est qu’originalité et excentricité, fidèle au style Hundertwasser : des murs ondulés, des angles arrondis, des fenêtres inégales, une façade ornée de fenêtres tordues surlignées de bleu ou violet. Des colonnes multicolores aux allures de grosses perles enfilées. Des tours coiffées d'imposantes boules dorées comme des bougies posées sur un gros gâteau rose bonbon.  Aux étages, aucun des appartements ne se ressemble. Chaque porte a sa couleur et sa poignée. Dans les cages d'escaliers ornées de carreaux en céramique, les marches donnent une impression d'usure.

## Particularités
- La Citadelle verte comporte deux cours intérieures, dans la plus grande on trouve une fontaine.
- À aucun endroit on ne trouve deux fenêtres identiques.
- Le toit, recouvert de végétation, donne le nom au complexe. Le bâtiment héberge de nombreux arbres, plantés à même le toit ou fixés aux murs extérieurs des habitations. Ces arbres-locataires, un concept cher à l'architecte, se trouvent sous la protection des locataires qui les entretiennent.
- Dans certains appartements, les locataires doivent vivre avec un arbre planté dans leur séjour, débordant de leur fenêtre.
- Il est impossible d’intervenir sur l’état extérieur du bâtiment. Seuls la croissance des arbres et l’altération des couleurs doivent transformer le bâtiment, de manière à lui donner une impression de « vieux ».
- Le locataire a le droit de décorer à son envie sa façade autour de sa fenêtre aussi loin que son bras et son pinceau le permettent.
- Du point culminant de la bâtisse, à 33 mètres, on aperçoit une maison sur la maison, une petite réplique de la bâtisse adaptée à une famille. Ce castello est mis en location pour des réceptions.